# Силварена (Мисисипи)
Силварена (енгл. Sylvarena) град је у америчкој савезној држави Мисисипи.

## Демографија
По попису из 2010. године број становника је 112, што је 8 (-6,7%) становника мање него 2000. године.
| Група             | 2000.       | 2010.       |
| Белци             | 112 (93,3%) | 103 (92,0%) |
| Афроамериканци    | 2 (1,7%)    | 9 (8,0%)    |
| Азијати           | 0 (0,0%)    | 0 (0,0%)    |
| Хиспаноамериканци | 0 (0,0%)    | 0 (0,0%)    |
| Укупно            | 120         | 112         |